# Енергетска заједница
Енергетска заједница је међународна организација основана потписивањем „Уговора о оснивању Енергетске заједнице“ 25. октобра 2005. у Атини, са циљем проширења унутрашњег тржишта енергије ЕУ на регион Југоисточне Европе и црноморски регион.
Уговор о оснивању Енергетске заједнице је међународни уговор склопљен између Европске заједнице с једне стране, и Уговорних страна с друге стране. 
Тренутно Енергетска заједница има осам Уговорних страна: то су Албанија, БиХ, БЈРМ, Молдавија, Србија, Украјина, Црна Гора и УМНИК.